# Nussbaumen
Nussbaumen è una frazione del comune svizzero di Hüttwilen, nel Canton Turgovia (distretto di Frauenfeld).

## Geografia fisica
Presso il paese si trova il Lago di Nussbaumer.

## Storia

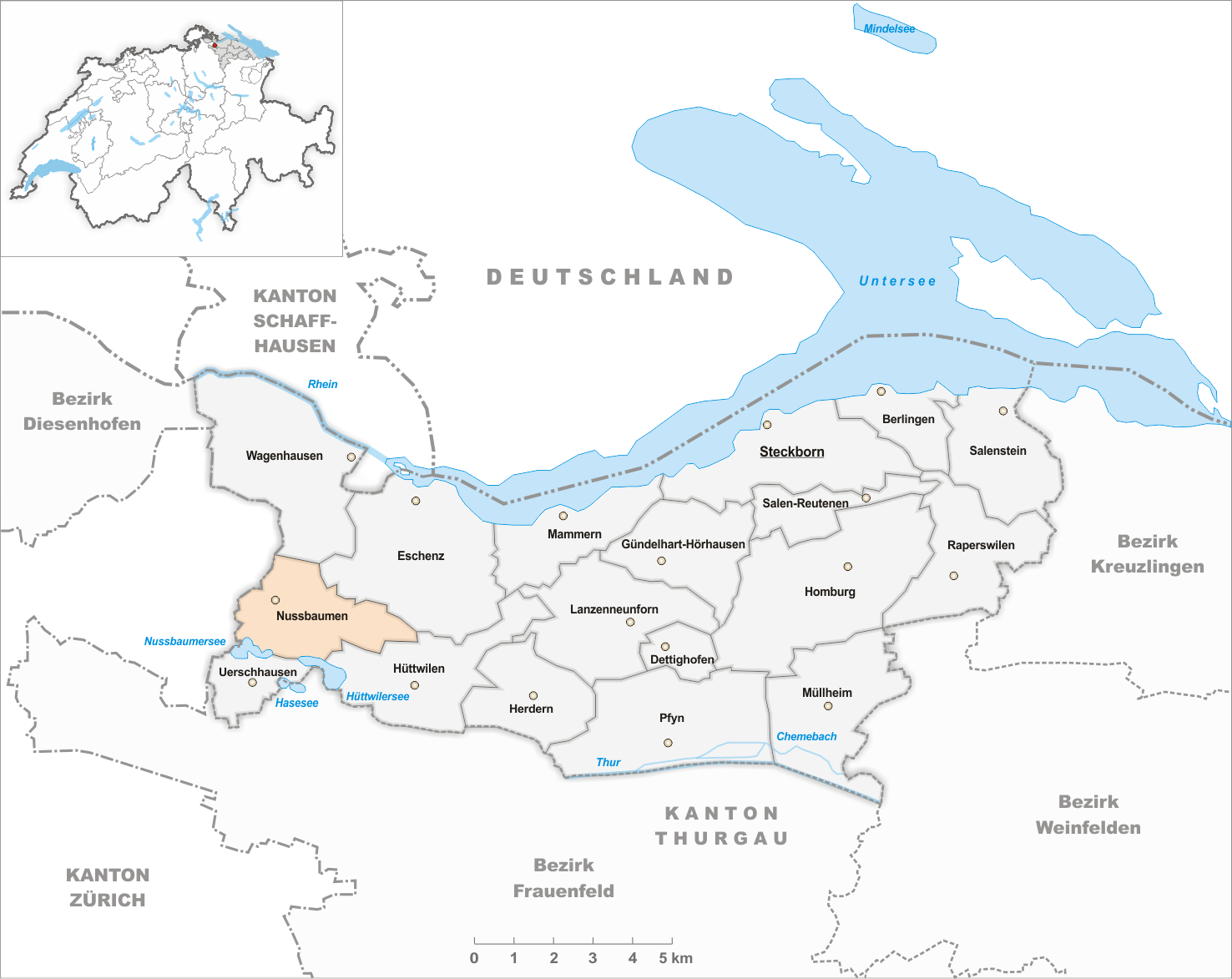
Il territorio del comune di Nussbaumen prima degli accorpamenti comunali del 1997

Già comune autonomo (Ortsgemeinde) istituito nel 1851 per scorporo dal comune di Eschenz e che apparteneva al distretto di Steckborn, nel 1997 è stato accorpato al comune di Hüttwilen assieme all'altro comune soppresso di Uerschhausen.

## Monumenti e luoghi d'interesse

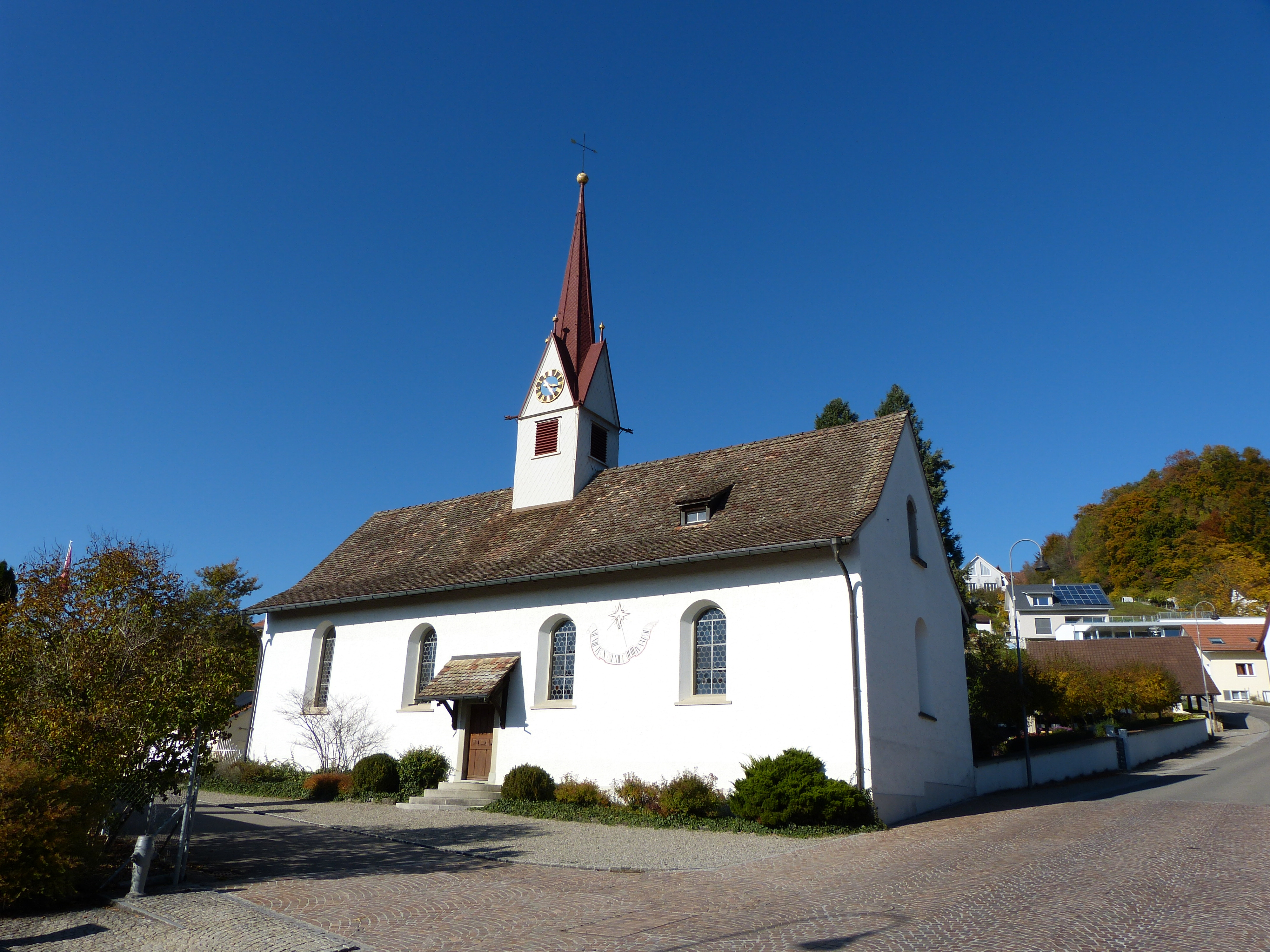
La chiesa riformata di San Leonardo

- Chiesa riformata di San Leonardo, eretta nel 1000 circa[1].

## Società

### Evoluzione demografica
L'evoluzione demografica è riportata nella seguente tabella:
Abitanti censiti

## Amministrazione
Ogni famiglia originaria del luogo fa parte del cosiddetto comune patriziale e ha la responsabilità della manutenzione di ogni bene ricadente all'interno dei confini della frazione.